# Claudia Loschová
Claudia Loschová (* 10. ledna 1960, Wanne-Eickel) je bývalá západoněmecká atletka, která se specializovala na vrh koulí.
V roce 1984 se stala v Los Angeles olympijskou vítězkou. O čtyři roky později reprezentovala na olympiádě v jihokorejském Soulu, kde ve finále obsadila výkonem 20,27 m páté místo. Je halovou mistryní světa a trojnásobnou halovou mistryní Evropy. Dvakrát skončila na mistrovství světa (Řím 1987, Tokio 1991) pod stupni vítězů, na čtvrtém místě. Čtvrtá byla rovněž na evropském šampionátu ve Stuttgartu 1986 a ve Splitu 1990.

## Osobní rekordy
Její výkon pod širým nebem ji řadí na čtvrté místo historických tabulek. Na předních místech jsou jen bývalé světové rekordmanky Helena Fibingerová, Ilona Briesenicková a držitelka světového rekordu Natalja Lisovská.
- vrh koulí (hala) – (21,46 m, 4. února 1986, Zweibrücken)
- vrh koulí (venku) – (22,19 m, 23. srpna 1987, Hainfeld)